# Servicio Madrileño de Salud
El Servicio Madrileño de Salud (Sermas) es el ente de derecho público encargado del sistema de prestaciones sanitarias en la Comunidad de Madrid. Forma parte del Sistema Nacional de Salud de España.

## Historia
En 1986 la Ley General de Sanidad configuró el nuevo módulo de organización sanitario español, con la creación del Sistema Nacional de Salud, y define el concepto de servicio sanitario público que debe prestar el Estado.
El 27 de diciembre de 2001 se traspasaron a la Comunidad de Madrid las funciones y servicios del extinto Instituto Nacional de la Salud (Insalud).
Durante 2010 se llevó a cabo una reestructuración de las gerencias, desapareciendo la separación entre atención primaria y atención especializada, y agrupando las 11 áreas sanitarias en 7 direcciones asistenciales, denominándolas Centro, Norte, Este, Sureste, Sur, Oeste y Noroeste. A su vez, estas se dividen en 286 zonas básicas de salud, en el que suele haber un centro de salud o un consultorio por cada zona básica de salud.

## Funciones
Las funciones que tiene asignadas el Sermas en el ámbito de la Comunidad de Madrid son:
- La gestión de los servicios y la prestación de asistencia sanitaria en sus centros y servicios asistenciales
- La gestión y ejecución de las actuaciones y programas institucionales para la promoción y protección de la salud, prevención de la enfermedad, asistencia sanitaria y rehabilitación

## Privatización del servicio

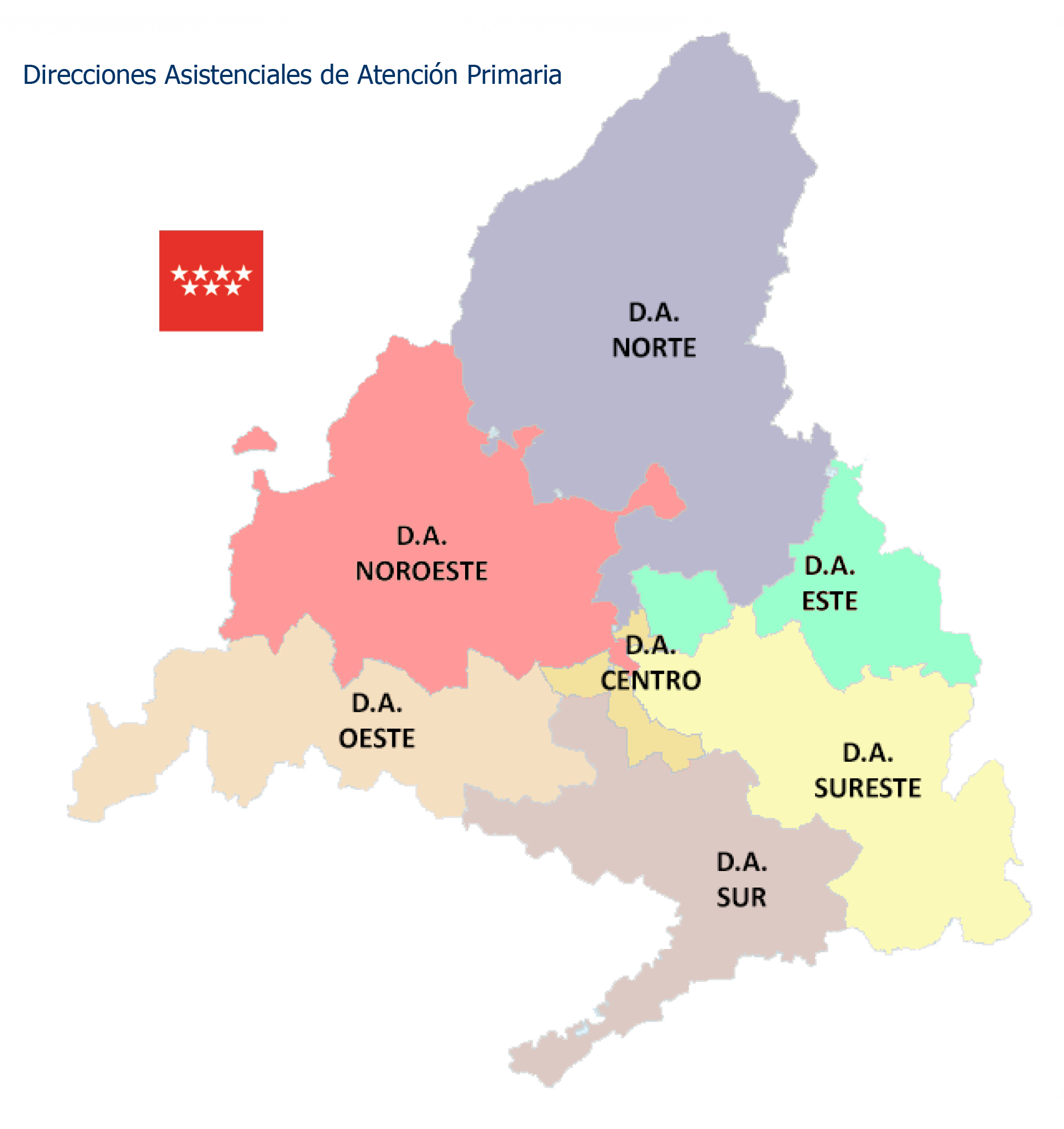
Mapa de las Direcciones Asistenciales de Atención Primaria del Sermas.

El presidente de la Comunidad de Madrid, Ignacio González, anunció el 1 de noviembre de 2012 la privatización de seis hospitales de la comunidad, incluido el personal sanitario. También se anunció la privatización de parte de los centros de atención primaria, externalizando el 10 % de los ambulatorios de la comunidad. 
Esta medida ha afectado  principalmente al Hospital de La Princesa, produciéndose diversas manifestaciones.

### Impacto según los sindicatos
Según el sindicato Comisiones Obreras, en los cuatro primeros meses de 2013 se perdieron en servicio madrileño de salud 2500 empleos públicos. Este mismo sindicato denunció también que no se cumple la normativa estatal que exige cubrir el 10 % de las bajas y jubilaciones en sectores públicos prioritarios.

### Consulta ciudadana sobre la privatización
Un 99,4 % de los votos registrados en la consulta ciudadana celebrada en mayo de 2013 en la Comunidad de Madrid sobre la sanidad pública se mostraron «a favor de la gestión pública, de calidad y universal, y en contra de la privatización».
Según el grupo impulsor de la consulta, 929 903 personas votaron a favor de la sanidad pública, mientras que sólo 3558, un 0,4 % del total, votaron que no. Se registraron 1454 votos en blanco (0,2 %) y 879 votos nulos (0,1 %). Las papeletas se recogieron a través de 1875 mesas habilitadas en 103 municipios madrileños. Esta consulta se realizó a modo de 'protesta ciudadana' y sin ningún tipo de garantía propio de un proceso electoral real, que en España están regulados por la LOREG.

### Denuncias de favorecimiento del sector privado
Algunos usuarios y médicos de la sanidad pública han denunciado prácticas de la Consejería que, en su opinión, están destinadas a favorecer a las privadas, en el marco de lo que señalan como una estrategia encubierta de traspaso de pacientes de la sanidad pública a la privada, derivando a los pacientes a las clínicas privadas para hacer las pruebas que hasta el momento se hacían en hospitales públicos, además de infrautilizar aparatos recién comprados, despedir a médicos interinos, desmontar lo público e ir cerrando los hospitales públicos.

### Suspensión del proceso
El presidente de la Comunidad de Madrid Ignacio González González anunció, el 27 de enero de 2014, que suspendía el proyecto de privatización de la gestión de seis hospitales públicos, tras la decisión del Tribunal Superior de Justicia de la Comunidad de Madrid de paralizar el proceso. A continuación dijo que había aceptado la dimisión del consejero de Sanidad Javier Fernández-Lasquetty, principal responsable del proyecto —que había encontrado una fuerte oposición entre el personal sanitario y los usuarios de la sanidad pública madrileña en la llamada marea blanca—.